# James Tofa
Pas d'image ? Cliquez ici

a Compétitions nationales et continentales officielles uniquement.

Dernière mise à jour le 5 juillet 2022.
James Tofa, né le 22 septembre 1997 en Nouvelle-Zélande, est un joueur de rugby à XV néo-zélandais qui évolue au poste de centre ou d'ailier.

## Biographie
James Tofa joue pour la province des Manawatu Turbos situé à Palmerston North dans le championnat NPC de 2018 à 2021.
Il s'engage au CS Bourgoin-Jallieu pour deux ans en mai 2022 et termine la saison 2021-2022 du championnat de Nationale avec le CSBJ.
Il s'engage à l'AS Béziers en Pro D2 à partir de juillet 2022.